# Comuna Janjina, Dubrovnik-Neretva
Janjina este o comună în cantonul Dubrovnik-Neretva, Croația, având o populație de 551 de locuitori (2011).

## Demografie
Componența etnică a comunei Janjina
     Croați (96,01%)
     Sârbi (1,63%)
     Necunoscut (0,36%)
     Neclasificat (1,09%)
Componența confesională a comunei Janjina
     Catolici (90,74%)
     Fără religie și atei (2,72%)
     Ortodocși (1,45%)
     Musulmani (1,27%)
     Agnostici și sceptici (1,27%)
     Necunoscută (1,81%)
     Alte religii (0,73%)
Conform recensământului din 2011, comuna Janjina avea 551 de locuitori. Din punct de vedere etnic, majoritatea locuitorilor (96,01%) erau croați, cu o minoritate de sârbi (1,63%). Apartenența etnică nu este cunoscută în cazul a 0,36% din locuitori. Din punct de vedere confesional, majoritatea locuitorilor (90,74%) erau catolici, existând și minorități de persoane fără religie și atei (2,72%), ortodocși (1,45%), agnostici și sceptici (1,27%) și musulmani (1,27%). Pentru 1,81% din locuitori nu este cunoscută apartenența confesională.